# One Rode to Asa Bay
«One Rode to Asa Bay» es una canción del grupo sueco de black metal/viking metal Bathory, incluida en su quinto álbum Hammerheart (1990), siendo su séptima pista. El tema trata sobre la cristianización de Escandinavia.
La canción ha sido versionada por gran cantidad de bandas, sobre todo las de viking metal/folk metal.
Quorthon dedicó esta canción al escritor C. Dean Andersson que le envió libros a Quorthon. El nombre del pueblo en la canción, "Asa Bay", viene del pseudónimo Asa Drake que Andersson usó en sus libros.

## Vídeo musical
El vídeo musical se filmó en un suburbio de Estocolmo para complementar la idea de la canción. El video contiene escenas de la realización de banda y una historia de fondo de colonos que traen una nueva religión a la tierra. Quorthon pagó $5.000 de su propio bolsillo para pagar la realización del vídeo. Quorthon explicó , "nunca lo he visto y no he llegado a ver alguna de las 60 horas de película que habíamos trabajado durante varias semanas". El vídeo se emitió por Headbanger's ball de MTV.
- Datos: Q3539138